# 10179 Ishigaki
10179 Ishigaki eller 1996 DE är en asteroid i huvudbältet som upptäcktes den 18 februari 1996 av den japanska astronomen Takao Kobayashi vid Ōizumi-observatoriet. Den är uppkallad efter den japanska ön Ishigaki.
Asteroiden har en diameter på ungefär 6 kilometer och den tillhör asteroidgruppen Maria.